# Миноксидил
Миноксидил е вазодилататор, антихипертензивно средство, използвано като стимулант на растежа на косата. Когато се прилага локално, също така забавя или спира косопада и стимулира растежа на нова коса. Понастоящем се използва широко именно с втората си индикация за профилактика на андрогенната алопеция. Миноксидил се използва продължително време за поддържане на наличните космени фоликули и стимулиране на растежа на нови фоликули.